# Análise harmónica
A análise harmónica (português europeu) ou harmônica (português brasileiro) é o ramo da matemática que estuda a representação de funções ou sinais como a sobreposição de ondas base. Ela investiga e generaliza as noções das séries de Fourier e da transformação de Fourier. As ondas básicas são chamadas de harmónicas, e este ramo da matemática logo passou a ser conhecido pelo nome de "análise harmónica". Nos dois séculos passados (XIX e XX), tornou-se um tema vasto, com aplicações em áreas tão diversas como o processamento de sinais, mecânica quântica, e ciência neuronal.

## Determinação dos coeficientes de uma série trigonométrica
Suponhamos que a função f(x) de uma variável real independente x, definida no intervalo (-π, +π), possa ser representada por uma série trigonométrica, “uniformemente convergente” em todos os seus pontos de definição, isto é:
{\displaystyle f(x)={\frac {a_{0}}{2}}+\sum _{n=1}^{\infty }(a_{n}\cos(nx)+b_{n}\operatorname {sen}(nx))} (1)
As funções uniformes no intervalo (-π,+π) ou (0,2π), contínuas ou com número finito de descontinuidades finitas e que não tenham número infinito de máximos e mínimos no intervalo considerado podem ser desenvolvíveis em séries deste tipo. As funções encontradas em problemas práticos geralmente satisfazem estas condições. (Se x0 é um ponto de descontinuidade finita da função, a série dá para este ponto o valor médio.)
O cálculo do coeficiente an, do termo geral em cosseno, é obtido multiplicando-se ambos os membros de (1) por cos nx dx e integrando-se entre os limites –π e +π. Assim:
{\displaystyle \int _{-\pi }^{\pi }f(x)\cos(nx)dx={\frac {a_{0}}{2}}\int _{-\pi }^{\pi }\cos(nx)dx+a_{n}\int _{-\pi }^{\pi }\cos ^{2}(nx)dx+b_{n}\int _{-\pi }^{\pi }\operatorname {sen}(nx)\cos(nx)dx}
{\displaystyle =0+a_{n}\pi +0}
{\displaystyle =a_{n}\pi }
Logo:
{\displaystyle a_{n}={\frac {1}{\pi }}\int _{-\pi }^{\pi }f(x)\cos(nx)dx}

Observação:
- se m≠n
{\displaystyle \operatorname {sen}(mx)\cos(nx)={\frac {1}{2}}\left[\operatorname {sen}((m+n)x)+\operatorname {sen}((m-n)x)\right]}
e, portanto, a integral indefinida será:
{\displaystyle -{\frac {1}{2}}\left[{\frac {\cos(x(m+n))}{m+n}}+{\frac {\cos(x(m-n))}{m-n}}\right]}
o que permite constatar que a integral definida (-π,+π) é nula.

- se m=n
{\displaystyle \operatorname {sen}(nx)\cos(nx)={\frac {1}{2}}\operatorname {sen}(2nx)}
e a integral indefinida será
{\displaystyle -(1/2)(\cos 2nx)/2n}
que é nula no intervalo (-π,+π).

Analogamente, multiplicando-se ambos os membros de (1) por {\displaystyle \operatorname {sen}(nx)dx} e integrando-se, obtemos:
{\displaystyle b_{n}={\frac {1}{\pi }}\int _{-\pi }^{\pi }f(x)\operatorname {sen}(nx)dx}
Numericamente estes termos podem ser calculados assim:
{\displaystyle a_{n}={\frac {1}{\pi }}\delta x\sum _{n=1}^{\infty }(f(x)\cos nx)}

{\displaystyle b_{n}={\frac {1}{\pi }}\delta x\sum _{n=1}^{\infty }(f(x)\sin nx)}
onde:
Δx = 2π/N   (os intervalos Δx são iguais portanto, e em radianos)
(1/π)Δx = Δx/π = (2π/N)/π = 2/N
N = Número de intervalos correspondentes a um comprimento de onda.
Portanto:
{\displaystyle a_{n}={\frac {2}{N}}\sum _{n=1}^{\infty }{f(x)\cos(nx)}\qquad n=1,2,3...}
{\displaystyle b_{n}={\frac {2}{N}}\sum _{n=1}^{\infty }{f(x)\sin(nx)}\qquad n=1,2,3,...}
Observação: Os valores de xn são convertidos para radianos: 
xn = 2π.(fração de λ correspondente a xn)
isto é:
xn = 2π.( xn' - x0' )/( xm' -  x0' )
onde x0 é o valor da variável independente, em qualquer unidade, em que inicia se  um comprimento de onda e xm' aquele em que termina o comprimento de onda considerado.
De forma análoga se calcula os coeficientes bn, sendo que b0 = 0 pois sen 0 = 0.
Se a função é simétrica em relação ao eixo x, dizemos que f e impar e não tem coeficientes de ordem par.